# 奧羅拉 (密蘇里州)
奧羅拉（英語：Aurora）是位於美國密蘇里州勞倫斯縣的城市。

## 人口
根據2020年美國人口普查的數據，奧羅拉的面積為16.39平方千米，當中陸地面積為16.31平方千米，而水域面積為0.08平方千米。當地共有人口7219人，而人口密度為每平方千米440人。